# Prix Beckenbach
Le prix du livre Beckenbach, anciennement connu sous le nom du prix du livre de la Mathematical Association of America, est décerné aux auteurs de livres distingués et novateurs publiés par la Mathematical Association of America (MAA). Le prix a été créé en 1983 et attribué pour la première fois en 1985. Le prix est de 2 500 $ US pour l'auteur honoré et il est attribué de manière irrégulière. En 2018, le prix a été décerné conjointement avec d'autres organisations : American Mathematical Society (AMS), SIAM et Association for Women in Mathematics (AWM).
Il est nommé en l'honneur du mathématicien américain Edwin F. Beckenbach (1906-1982).

## Lauréats
Les lauréats du prix du livre Beckenbach sont : 
- 1985 : Charles Robert Hadlock pour « Field Theory and Its Classical Problems » (Carus Mathematical Monographs, n°19, 1978).
- 1986 : Edward Packel pour « The Mathematics of Games and Gambling (en) » (New Mathematical Library, 1981).
- 1989 : Thomas M. Thompson pour « From Error-Correcting Codes through Sphere Packings to Simple Groups » (Carus Mathematical Monographs, n°21, 1984).
- 1994 : Steven G. Krantz pour « Complex Analysis: The Geometric Viewpoint » (Carus Mathematical Monographs, Number 23, 1990).
- 1996 : Constance Reid pour « The Search for E.T. Bell, Also Known as John Taine » (Spectrum, 1993).
- 1998 : Sandor Szabo et Sherman K. Stein (en) pour « Algebra and Tiling (en) » (Carus Mathematical Monographs, n°25, 1994).
- 1999 : David Bressoud pour « Proofs and Confirmations, The Story of the Alternating Sign Matrix Conjecture » (Spectrum Series, 1999).
- 2002 : Joseph Kirtland pour « Identification Numbers and Check Digits Schemes » (MAA Classroom Resource Materials, 2001).
- 2004 : James Tanton (en) pour « Solve This: Math Activities for Students and Clubs » (MAA Classroom Resource Materials, 2001).
- 2006 : Arthur Benjamin et Jennifer Quinn pour « Proofs That Really Count (en): the Art of Combinatorial Proof » (Dolciani Mathematical Expositions, 2003).
- 2007 : William Berlinghoff et Fernando Q. Gouvêa[4] pour « Math through the Ages: a Gentle History for Teachers and Others » (The Mathematical Association of America & Oxton House Publishers, 2004).
- 2008 : William Dunham pour « Euler: The Master of Us All » (The Mathematical Association of America, 1999).
- 2012 : Dan Kalman pour « Uncommon Mathematical Excursions: Polynomia and Related Realm » (The Mathematical Association of America, 2008) et Nathan Carter pour « Visual Group Theory » (The Mathematical Association of America, 2009)
- 2014 : Judith Grabiner pour « A Historian Looks Back: The Calculus as Algebra and Selected Writings » (MAA Spectrum, 2010).
- 2015 : Seth Braver pour « Lobachevski Illuminated » (MAA Spectrum, 2011).
- 2017 : Tim Chartier pour « When Life is Linear: From Computer Graphics to Bracketology » (Anneli Lax New Mathematical Library, 2015).
- 2018 : Roland van der Veen[5] et Jan van de Craats (nl)[6] pour « The Riemann Hypothesis: A Million Dollar Problem » (Anneli Lax New Mathematical Library, 2015).
- 2021: Nathan Carter, pour « Introduction to the Mathematics of Computer Graphics »